# ヤナギバグミ

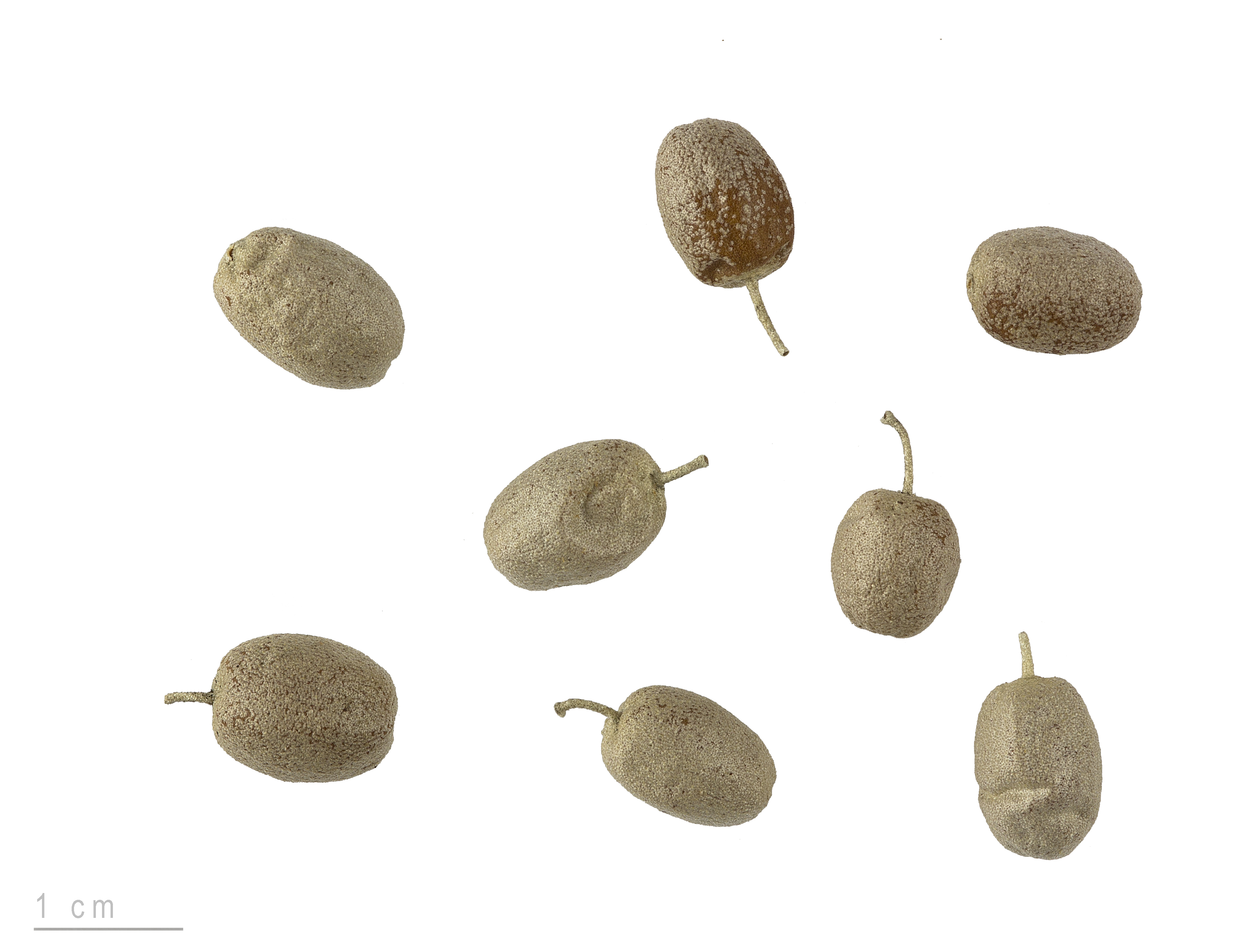
Elaeagnus angustifolia

ヤナギバグミ（柳葉茱萸、学名: Elaeagnus angustifolia）は、被子植物グミ科グミ属に属する植物で、中央アジアの乾燥地帯でよく見られる。沙漠などの乾燥に強く、タマリスクとコトカケヤナギと共に「沙漠の3英雄（植物）」とも呼ばれる。
中国語名称は「砂棗」（さそう、すななつめ）で、隣国・中国新疆ウイグル自治区に多く生育しているので、そこへの旅行経験者も含めて日本でもスナナツメと呼ぶ人もいる。フランスでは「ボヘミアのオリーブ」と呼ばれている。果実は「トレビゾンドのデーツ」と呼ばれる。
ヨーロッパへは、1633年に植物学者ジョン・パーキンソンによってイギリスへ持ち込まれ、1730年にドイツに広がった。フランスなどでは各地沿岸の砂地の道端などに野生化し、在来植物相と競合する侵略的外来植物となっている。

## 参照項目
- グミ